# ジプシー (児島未散の曲)
『ジプシー』は、1990年12月21日に発売された児島未散の7枚目のシングル。翌年1991年4月21日、同名オリジナル・アルバムも発売された。

## 解説
- ライオンから発売された「プレーンシャンプー&リッチリンス」のCMソングとして、エイミ・カリーナ「彼女 -MARIO-」に継ぐ曲として使用された。オリコンチャートで4位となり、自身最大のヒット曲となる。

## 収録曲
- 両楽曲共に、作詞：魚住勉／作曲・編曲：馬飼野康二[1]

1. ジプシー
2. 季節の終りに
3. ジプシー（オリジナル・カラオケ）

## アルバム
『ジプシー』は、1991年4月21日に発売された児島未散の4枚目のオリジナル・アルバム。

### 解説（アルバム）
- 前年発売された自身最大のヒットシングル「ジプシー」と同名のアルバムで、同曲のC/W曲「季節の終りに」も含めて本作に収録されている。

### 収録曲（アルバム）
※M-9以外全作詞：魚住勉
1. ジプシー
作曲・編曲：馬飼野康二
2. 白夜
作曲・編曲：馬飼野康二
3. ミスティ
作曲：馬飼野康二／編曲：船山基紀
4. 星の涙
作曲：Mark Davis／編曲：新川博
5. 黒のドレス
作曲・編曲：馬飼野康二
6. はじめての赤いバラ
作曲：馬飼野康二／編曲：船山基紀
7. 季節の終りに
作曲・編曲：Mark Davis
8. FURIN
作曲：まぶたひとえ／編曲：新川博
9. 8月の雨
作詞：児島未散／作曲・編曲：馬飼野康二
10. 友だち
作曲：馬飼野康二／編曲：新川博